# Napster
Napster es un servicio de distribución de archivos de música (en formato MP3). Fue la primera gran red P2P de intercambio creado por Sean Parker y Shawn Fanning. Su popularidad comenzó durante el año 2000. Su tecnología permitía a los aficionados a la música compartir sus colecciones de MP3 fácilmente con otros usuarios, lo que originó las protestas de las instituciones de protección de derechos de autor.
El servicio es llamado Napster ('fiestero') por el seudónimo de Fanning (se dice que solía salir mucho de fiesta).
La primera versión de Napster fue publicada a finales de 1999. Fue el primero de los sistemas de distribución de archivos entre pares de popularidad masiva, y era una red centralizada, ya que utilizaba un servidor principal para mantener la lista de usuarios conectados y archivos compartidos por cada uno de ellos. Las transferencias de archivos, sin embargo, eran realizadas entre los usuarios sin intermediarios.
A comienzos de 2000, varias empresas discográficas iniciaron un juicio con una deuda multimillonaria en contra de Napster. Esto trajo a Napster una enorme popularidad y varios millones de nuevos usuarios. Napster alcanzó su pico con 26,4 millones de usuarios en febrero del año 2001.
Para los seguidores de Napster el juicio fue algo confuso. Para ellos la capacidad de compartir archivos era una característica propia de Internet, y no de Napster, el cual actuaba simplemente como un motor de búsqueda. Muchos argumentaban que de cerrar Napster solo se conseguiría que sus usuarios emigraran hacia otros sistemas de intercambio de archivos. Esto último de hecho ocurrió, con software como Ares Galaxy, Audiogalaxy, Morpheus, Gnutella, Kazaa, Emule, LimeWire y eDonkey2000.
En julio de 2001 un juez ordenó el cierre de los servidores Napster para prevenir más violaciones de derechos de autor. Hacia el 24 de septiembre del 2001, había prácticamente llegado a su fin. Napster aceptó pagar a las empresas discográficas 26 millones de dólares por daños y otros 10 millones de dólares por futuras licencias.
El baterista de Metallica, Lars Ulrich fue el primer famoso en demandar a Napster por derechos de autor.
El 19 de mayo de 2008 Napster anunció el lanzamiento de la tienda más grande y más detallada de MP3 del mundo, con 6 millones de canciones, en free.napster.com. El aviso también indicó que todas las ventas de descargas en Estados Unidos hechas con Napster ahora estarán en formato MP3. 
El 1 de diciembre de 2011 Napster se fusionó con Rhapsody y empezó a operar en diversos países de América y Europa como un nuevo servicio de pago.
Actualmente tiene un convenio con la empresa de telefonía celular Movistar como servicio de streaming para Latinoamérica compitiendo con otras plataformas como Deezer, Claro Música y Spotify.

## Orígenes
Shawn Fanning en conjunto con tres amigos que conoció en línea; Jordan Ritter, su amigo de Boston, Hugo Sáez Contreras, su amigo Sudamericano y Sean Parker, su amigo de infancia de Virginia, crearon Napster en junio de 1999. Fanning quería un método más fácil para encontrar música, en lugar de buscar en IRC o en Lycos. John Fanning, el tío de Shawn en Hull, Massachusetts, se encargó de todas las operaciones de la compañía durante el período en que mantuvieron su oficina en Nantasket Beach. El acuerdo final le dio a Shawn el control sobre el 30 % de la compañía, y el resto fue para su tío. Fue el primero de los sistemas de distribución peer-to-peer masivamente populares, aunque no era totalmente peer-to-peer debido a que usaba servidores centrales para mantener una lista de todos los sistemas conectados y los archivos que eran distribuidos, mientras que las transacciones eran de hecho realizadas entre las máquinas. Aunque ya existían redes que facilitaban la distribución de archivos a través del internet como IRC, Hotline y USENET, Napster se especializaba directamente en música en la forma de archivos MP3, presentados a través de una interfaz amigable al usuario. El sistema back-end fue diseñado por el principal arquitecto, Jordan Mendelson. El resultado fue un sistema cuya popularidad generó una enorme selección de música para descargar.
Aunque la industria discográfica denunció el hecho de "compartir" música como equivalente a robar, muchos usuarios de Napster se sintieron justificados en usar el servicio por varias razones. Muchos creían que la calidad de los nuevos álbumes había disminuido a finales de los 90, bajo la forma del típico álbum éxito en ventas solo por una o dos canciones, entre varias canciones "de relleno" de menor calidad. Al mismo tiempo, el costo del CD virgen había caído inmensamente, pero el precio de los álbumes en CD se mantenía constante. La gente elogiaba a Napster porque les permitía obtener gratuitamente canciones éxito sin tener que comprar todo un álbum. Napster también hizo relativamente sencillo para los entusiastas de la música la descarga de copias de canciones que de otra manera serían difíciles de obtener, como canciones antiguas, grabaciones sin distribuir, y canciones grabadas libremente en conciertos. Algunos usuarios justificaron la descarga de copias digitales de grabaciones que ya habían comprado en otros formatos, como en LP y casete, antes de que el CD emergiera como el formato dominante de distribución de música.
Más allá de estas justificaciones, otros usuarios simplemente disfrutaban el intercambiar y descargar música gratuitamente. Con los archivos obtenidos a través de Napster, la gente frecuentemente hacía sus propios álbumes de recopilación en CD grabables, sin pagar en absoluto a la discográfica y/o distribuidora. Las redes de alta velocidad en los dormitorios de las universidades se sobresaturaron, generando alrededor del 80% del tráfico externo a consecuencia de la transferencia de archivos MP3. Algunas universidades bloquearon su uso en los campus por esta razón, incluso antes de tener problemas por facilitar la violación de copyright.
El servicio y programa eran inicialmente sólo para Windows, pero en el 2000 Black Hole Media realizó un cliente llamado Macster. Macster fue posteriormente comprado por Napster y designado el cliente oficial en Mac; en ese punto el nombre de "Macster" se dejó de lado. Incluso después de la adquisición de Macster, la comunidad Macintosh tenía una variedad de clientes Napster desarrollados independientemente. El más notable fue el cliente de código abierto llamado MacStar, creado por Squirrel Software a comienzos de 2000 y Rapster, creado por Overcaster Family en Brasil. La publicación del código fuente de MacStar pavimentó el camino para clientes Napster de terceros a través de todas las plataformas, que le daba a los usuarios opciones de distribución de música sin anuncios.

## Sistema P2P híbrido
Para hablar del modelo Napster hay que hablar de lo que es el modelo de directorio centralizado. Este es un sistema P2P híbrido, lo que quiere decir que el servicio de indexado es provisto centralmente por una entidad de coordinación. Un requerimiento de búsqueda es atendido por la entidad-coordinadora que presenta una lista de peers que tienen los archivos requeridos. Luego el peer obtiene los archivos respectivos directamente de los otros peers que los ofrecen.
Napster fue el primero de los sistemas distribuidos de archivos P2P de popularidad masiva. Este utilizaba un servidor central para mantener listas de usuarios conectados y archivos compartidos por cada uno de ellos. Este servidor era el encargado de implementar un potente motor de búsqueda para que los usuarios pudieran localizar los ficheros sobre catálogos mantenidos dinámicamente, con información de nombre y ubicación del fichero, dirección IP y puerto. Las transferencias de archivos, sin embargo, se realizaban entre los usuarios sin intermediarios, mediante TCP (Transport Control Protocol).
Napster empleaba una estructura de red cliente-servidor. El servidor central mantiene una base de datos con información de los ficheros servidos por cada par. Cada vez que un cliente se conecta o desconecta de la red, la base de datos se actualiza. Todos los mensajes de búsqueda y control son enviados al servidor centralizado. El servidor centralizado compara la solicitud de sus clientes con el contenido de su base de datos y envía las correspondencias al cliente en cuestión. Una vez que es informado de las correspondencias, el cliente contacta con el par directamente y accede al recurso solicitado. Los contenidos nunca se almacenan en el servidor central.

## Protocolo Napster
Un nodo de Napster iniciará sesión en un servidor, que es responsable de mantener una lista de nodos y un directorio de contenido. La siguiente tabla resume los mensajes utilizados en el protocolo Napster.
| Tipo de mensaje            | Descripción |
| -------------------------- | --- |
| Login                      | El nodo de Napster envía este mensaje al servidor. Esto contiene el user y contraseña para iniciar sesión en Napster. También proporciona el número de puerto y la velocidad de conexión a Internet del cliente. |
| Login ack                  | El servidor de Napster envía este mensaje al nodo para indicar un inicio de sesión exitoso. |
| Client search request      | El nodo de Napster envía este mensaje al servidor para especificar la palabra clave de búsqueda y los resultados máximos para el retorno.                                                                        |
| Search response            | El servidor de Napster enviará este mensaje al nodo cuando se encuentre un archivo coincidente. |
| Download request           | El nodo de Napster envía este mensaje al servidor con el apodo del nodo, que aloja el archivo y el nombre de archivo solicitado.                                                                                 |
| Download ack               | El servidor de Napster envía este mensaje al nodo con los detalles del archivo a descargar. |
| Browse a user’s files      | El nodo de Napster envía este mensaje al servidor para solicitar que se explore el archivo compartido de un apodo específico.                                                                                    |
| Browse response            | El servidor de Napster envía este mensaje al nodo para mostrar los detalles de la archivos compartidos de un apodo específico.                                                                                   |
| Alternate download request | El nodo de Napster enviará este mensaje al servidor cuando un nodo con firewall aloja el archivo de solicitud.                                                                                                   |

## Desafíos legales
La banda de Heavy metal Metallica descubrió que un demo de su canción «I Disappear» había estado circulando a través de la red de Napster, incluso desde antes de que fuera distribuido. Esto finalmente dio paso a que la canción llegara a varias estaciones de radio a través de América, y atrajo la atención de Metallica sobre el hecho de que su catálogo entero de canciones también estuviera disponible. La banda respondió en el 2000 con un juicio en contra del servicio ofrecido por Napster. Un mes después, el rapero Dr. Dre, quien compartía la situación de Metallica, también realizó un juicio similar después de que Napster no eliminó sus obras de su servicio, incluso después de haber enviado una petición por escrito. Por separado, Metallica y Dr. Dre le entregaron miles de nombres de usuario a Napster, que ellos creían que estaban pirateando sus canciones. Un año después, Napster disipó a ambos, pero solo después de ser cerrado por la corte de Ninth Circuit en un juicio por separado, por parte de varias de las mayores discográficas.
También en el 2000, Madonna, quien había tenido encuentros anteriormente con los ejecutivos de Napster para discutir sobre una posible alianza, se molestó cuando su sencillo Music había llegado a la web y a Napster antes de su lanzamiento comercial, causando una amplia cobertura en los medios. El uso de Napster había sido verificado en 26,4 millones de usuarios en todo el mundo, en febrero de 2001.
En el 2000, A&M Records y varias otras compañías discográficas demandaron a Napster, por contribución indirecta a la violación de derechos de autor bajo la Digital Millennium Copyright Act en Estados Unidos. La industria musical haría las siguientes afirmaciones acerca de Napster:
1. Sus usuarios estaban directamente infringiendo los derechos de autor.
2. Napster era responsable por contribuir a las infracciones de derechos de autor.
3. Napster era responsable por violación indirecta a los derechos de autor.

La corte encontró a Napster responsable de las tres afirmaciones.
Napster perdió el caso en el District Court y apeló a la Corte de Apelaciones de los Estados Unidos para el Ninth Circuit. Aunque el Ninth Circuit encontró que Napster era capaz de usos no-infractorios comercialmente importantes, afirmó la decisión del District Court. Posteriormente, el District Court ordenó a Napster monitorear las actividades de su red, y de impedir el acceso a material infractorio cuando fuera notificada la existencia del material. Napster fue incapaz de hacer esto, por lo que cerró su servicio en julio de 2001. Napster finalmente se declaró en bancarrota en el 2002 y vendió sus activos. Se había declarado fuera de línea desde el año anterior debido a las reglas de la corte.
Compañías y proyectos posteriores siguieron su modelo P2P de intercambio de archivos exitosamente como Gnutella, Freenet y muchos otros. Algunos servicios, como Grokster, Madster y la red EDonkey2000 original, fueron derribadas o cambiadas por circunstancias similares.

## Poder de promoción

Pico de Napster en febrero de 2001.

La banda The Offspring se involucró en manifestaciones en favor de Napster. Llegó el año 2000 y la banda se vio envuelta en problemas con su discográfica, Columbia Records. La idea de la banda de Dexter Holland era lanzar su nuevo disco a través de internet, mediante su web oficial. Además, como se ha mencionado anteriormente, la banda comenzó a abanderar una serie de protestas en favor de Napster, llegando incluso a distribuir gratuitamente todo tipo de merchandising con el logo de la compañía y lemas como "salvemos a Napster". Sin embargo, Napster realizó un comunicado prohibiendo a la banda californiana el uso de publicidad de la empresa con su logo porque violaban sus derechos e imágenes de copyright. La contradicción en que incurrió la empresa enfureció a sus clientes, que consideraban que Napster siempre había abogado por la libre distribución de contenidos en la red y, además, era desaprovechar una oportunidad que les brindaban artistas y grupos como los propios Offspring, Smashing Pumpkins, Limp Bizkit o Courtney Love.
Junto con las acusaciones de que Napster estaba afectando las ventas de la industria discográfica, también estaban aquellos que sentían justo lo contrario, de que el intercambio de archivos realmente estimulaba, más que afectar, las ventas. Las pruebas pudieron haber venido en julio del 2000 cuando las pistas del álbum Kid A de la banda inglesa de rock Radiohead hallaron su camino a Napster tres meses antes del lanzamiento del CD. Al contrario de Madonna, Dr. Dre o Metallica, Radiohead nunca había llegado al top 20 en los Estados Unidos. Además, Kid A era un álbum experimental sin sencillos, y recibió relativamente poco espacio de radio. Durante el lanzamiento del disco, se había estimado que el álbum había sido descargado gratuitamente por millones de personas en todo el mundo, y en octubre del 2000, Kid A llegó al número uno en el Billboard 200 en su semana debut. De acuerdo a Richard Menta de MP3 Newswire, el efecto de Napster en esta instancia fue aislado de otros elementos a los que se les podría acreditar las ventas, y el éxito inesperado del álbum fue prueba de que Napster era una buena herramienta promocional para la música.
Una de las bandas más exitosas gracias al éxito que Napster proporcionó fue Dispatch. Siendo una banda independiente, ellos no tenían ninguna forma de promoción formal o espacio en radio, y aun así fueron capaces de irse de gira a ciudades en las que nunca habían tocado ni hecho conciertos, gracias a la distribución de su trabajo en Napster. En julio de 2007, la banda se convirtió en la primera banda independiente en titular el Madison Square Garden de Nueva York, vendiendo por tres noches consecutivas. Los miembros de la banda eran conocidos defensores de Napster. Shawn Fanning, el fundador de Napster, es un conocido fan de Dispatch.
Desde el 2000, muchos otros artistas, particularmente aquellos que no pertenecían a ninguna discográfica, o que no tenían acceso a los medios masivos de comunicación como la televisión y la radio, han dicho que Napster y las demás redes de intercambios de archivos han ayudado a que su música sea escuchada, a aumentar el consentimiento del público y que han mejorado sus ventas a gran escala. Un músico que defendió públicamente a Napster como una herramienta de promoción para artistas independientes fue Dj xealot, quien se envolvió directamente en la demanda de A&M Records en contra de Napster. Chuck D de Public Enemy también salió a apoyar públicamente a Napster. Aunque algunos músicos Underground y las marcas independientes han expresado su apoyo por Napster y el P2P que popularizaron, otros han criticado la irregulación y naturaleza extra-legal de estas redes, y algunos buscan implementar modelos de promoción en Internet en la cual puedan controlar la distribución de su propia música, como proveer canciones gratuitas en descarga o enlace desde sus propios sitios web, o cooperando con servicios de pago como Insound, Rhapsody , ITunes Music Store de Apple así como el reciente servicio Apple Music de Apple.

## Cierre
La facilidad de transferencia de material con derechos de autor hizo que la Recording Industry Association of America o RIAA (en español Asociación de la Industria Musical Norteamericana) tomara cartas en el asunto, quienes inmediatamente el 7 de diciembre de 1999 se fueron a juicio contra el popular servicio, lo cual le dio a Napster una enorme publicidad. Pronto millones de usuarios, en mayoría universitarios, estarían usándolo.
Después de una fallida apelación ante la corte del Ninth Circuit de Estados Unidos, un mandato judicial fue emitido el 5 de marzo de 2001, se le ordenó a Napster que previniera el intercambio de música con derechos de autor en su red. En julio de 2001, Napster cerraría su red completamente para cumplir con las exigencias.
El 24 de septiembre de 2001, el caso se había disipado parcialmente. Napster había acordado en pagar a los creadores de música y dueños de los derechos de autor en una cantidad de cerca de 26 millones por el uso sin autorización de la música, además de 10 millones en avance contra futuras regalías. Para poder pagar estas sumas, Napster convirtió su servicio gratuito en un servicio de subscripción, lo que provocó que el tráfico disminuyera. Una solución prototipo fue probada en la primavera del 2002: el Napster 3.0 Alpha, usando el formato ".nap" que tenía implementada seguridad por parte de PlayMedia Systems y una tecnología de autentificación digital por parte de Relatable. Napster 3.0 estaba, de acuerdo a varios empleados de Napster, listo para ser distribuido, pero obtuvo importantes problemas al obtener licencias para distribuir música de las grandes compañías de música.
El 17 de mayo de 2002, Napster anunció que sus activos serían adquiridos por la marca alemana de multimedia Bertelsmann por 85 millones. Sobre la base de ese acuerdo, el 3 de junio, Napster aspiraba a seguir el capítulo 11 de protección bajo las leyes de bancarrota de Estados Unidos. El 3 de septiembre de 2002, fue bloqueada la venta de Napster por parte de un juez, y forzó a Napster a liquidar sus deudas de acuerdo al capítulo 7 de la ley.

## Estado actual
Después de una oferta de 2,43 millones por parte de Private Media Group, una compañía de entretenimiento para adultos, la marca y logos de Napster fueron adquiridos en una subasta por Roxio Inc., quienes lo emplearon en lugar de su servicio pressplay de distribución de música.
En septiembre del 2008, Napster fue comprada por Best Buy por 121 millones.
El 1 de diciembre de 2011, en un arreglo con Best Buy, Napster se fusionó con Rhapsody. Best Buy recibirá un interés minoritario de Rhapsody.
Napster está habilitado para otros dominios y para cualquier dispositivo como tabletas, iPad y plataforma web.
El 15 de junio de 2016 la empresa Rhapsody anunció que cambiaría su nombre por el de la compañía para tratar de sacar provecho del gran peso de Napster en la historia de la música digital. Su nombre volverá a posicionarse al convertirse en una alternativa más en el mercado de los servicios de música en streaming, como Spotify y Apple Music.
El 30 de junio de 2022 Napster Music Inc anunció la publicación de su Litepaper V1, en el que se describen sus planes para aplicar la tecnología Web3 a su negocio actual y a sus millones de usuarios para volver a sus raíces, siendo un sistema descentralizado que mejorará la forma en que los creadores de música, los titulares de derechos y los aficionados pueden interactuar. La entidad Napster Innovation Foundation, emitirá tokens de $NAPSTER utilizando el protocolo de blockchain Algorand para agilizar la funcionalidad de su actual plataforma y abrir nuevas opciones para crear valor en torno a la música en streaming.

## Alianza con Movistar
El 10 de octubre de 2013, Napster y Telefónica Digital (Unidad de Negocios digitales del Grupo Telefónica) firmaron un acuerdo de operación y distribución exclusiva del servicio de streaming de música para Latinoamérica. Como parte del acuerdo, los clientes de Sonora, el servicio de música por suscripción que ofrece Terra, la filial de Telefónica, fueron transferidos a Napster mientras Telefónica, que a raíz del acuerdo adquiere una participación accionaria en Rhapsody; podrá ofrecer también paquetes de servicios de música Napster a sus cientos de millones de clientes en todo mundo.
A la fecha, el Servicio de Napster se encuentra disponible en México, Colombia, Chile, Argentina y Brasil en dos modalidades: Napster Web y Premium, mientras que en Costa Rica se ofrece el servicio premium para ciertos clientes. La primera opción permite a los usuarios acceder a los contenidos sin cargo a través del sitio web con la posibilidad de escuchar música por tiempo ilimitado. La versión Premium ofrece el acceso con un mismo usuario desde la PC y hasta en 3 dispositivos móviles, permitiendo escuchar música de forma online y offline. A través de una suscripción mensual, los clientes de las operadoras móviles de Telefónica podrán abonarlo con sus respectivas facturas.

## Napster en la cultura popular
- En la adaptación de la película The Italian Job, se muestra a Shawn Fanning robando el programa de un experto en computación. Posteriormente en los controles de tráfico de Los Ángeles se muestra la frase «Nunca cerrarán al verdadero Napster».
- Un episodio de las series animadas Futurama, se centra en la distribución ilegal de clones robóticas de celebridades por internet. La organización responsable se hacía llamar «Nappster», como referencia a Napster. Más tarde se revela, sin embargo, que el nombre completo era «Kidnappster» (secuestrador), con "Kid" siendo cubierto del logo.
- En un episodio de South Park, Stan, Kyle y Kenny descargan música ilegalmente para inspirarse al componer canciones propias de su banda 'Moop'. Son atrapados por la policía y se les muestran —con ácida ironía— los «horrores» que les provoca a los artistas que su música sea «pirateada». Después de ver esto, comienzan una huelga y varios famosos músicos/bandas se les unen, entre ellos están Rancid, Master P, Ozzy Osbourne, Meat Loaf, Blink-182, Horny Toad, Metallica, Britney Spears, Missy Elliott, Alanis Morissette y The Lords of the Underworld (sin Timmy).
- En la película Get Him to the Greek (Mision Rockstar en Hispanoamérica y Todo sobre mi desmadre en España) Aldous Snow, interpretado por Rusell Brand, le grita a Lars Ulrich de Metallica «¡Por qué no te vas a denunciar a Napster...».
- En un episodio de las series animadas La familia Proud de Disney, Penny adquiere una adicción a un sitio llamado EZ Jackster, una parodia de Napster que permitía descargar música ilegalmente.
- Una canción tributo, «Napster and Gnutella» fue escrita al ritmo de Puff, the Magic Dragon y distribuida mediante los servidores OpenNap, durante el conflicto.
- Johnny Crass, satirizó musicalmente el conflicto de Metallica y Napster, en su canción «Internet Sandman», una parodia de la canción «Enter Sandman». Crass se muestra en una fuerte oposición a Metallica en su parodia, mostrando a la banda y al cofundador Lars Ulrich en particular como vengativos protectores de la propiedad privada, cuyas acciones sobre la controversia «alteraban a los fans».
- Tom Smith escribió una canción llamada «Quiero mi música en Napster» (I Want My Music On Napster).
- El cantante "Weird Al" Yankovic, en su disco Straight Outta Lynwood tiene un tema llamado Don't download this song, en donde en uno de los coros dice Even Lars Ulrich knows it's wrong (Incluso Lars Ulrich sabe que está mal), haciendo alusión a la demanda impuesta por el baterista a Napster.
- En la película The social network, Justin Timberlake interpreta a Sean Parker como cocreador de Napster.[37]
- En la película The Italian Job ("La estafa maestra" en español), el personaje Lyle, interpretado por Seth Green, es un genio de la informática cuya historia trasciende por un amigo que se hizo popular robando su programa; en una escena Lyle dice "dijo que le puso 'napster' porque le gustaba dormir mucho", recordando con odio el robo de su compañero, el cual aparece anteriormente en otra escena mientras Lyle está durmiendo y el mencionado compañero roba el disquete de su gabinete. Más adelante, Lyle se hace llamar a sí mismo como el auténtico 'napster'.